# Karen J. Warren
Karen J. Warren (10 de septiembre de 1947-21 de agosto de 2020) fue escritora, académica y profesora estadounidense, presidenta de la Cátedra de Filosofía en Macalester College, conocida por su trabajo en el campo del ecofeminismo.

## Biografía
Karen Warren cursó su licenciatura en filosofía en la Universidad de Minnesota (1970) y se doctoró en la Universidad de Massachusetts Amherst (1978).
Warren fue profesora de filosofía en St. Olaf College. Posteriormente, en 1985 se convirtió en profesora en el Macalester Collegue.
Warren fue Académica Residente en Ecofeminismo por la Universidad de Murdoch en Australia. En 2003, ejerció como Académica de la Mesa Redonda de la Universidad de Oxford y como catedrática en Estudios Humanísticos de la Universidad Marquette en 2004. Habló extensamente sobre los problemas medioambientales, feminismo, habilidades del pensamiento crítico y estudios de paz en muchos ciudades a nivel mundial, incluidas Buenos Aires, Gotemburgo, Helsinki, Oslo, Manitoba, Melbourne, Moscú, Perth, la Cumbre de la Tierra de la ONU celebrada en Río de Janeiro (1992), y San José . Karen fue diagnosticada con atrofia multisistémica (AMS) condición conocida también como Síndrome de Shy-Draguer en 2016. Desde entonces, trabajó para promover opciones para el final de la vida de las personas con enfermedades terminales. 
A Karen le apasionaba la jardinería, la pintura, estar en la naturaleza y animar a los Minnesota Vikings, equipo de futbol americano del cual era ferviente seguidora. Amaba a los animales, en particular a sus últimos gatos, Hypatia y Colfax. A su fallecimiento dejó una hija (Cortney), un yerno (Cal), dos nietos (Isabella y Kane), dos hermanas (Janice y Barbara), un hermano (Roger) y sus respectivas familias. 
Karen donó su cuerpo al Programa de Legado de Anatomía de la Universidad de Minnesota en la que se licenció para la educación e investigación médica. También ha sido promotora del Lou Ruvo Brain Institute, centro de investigaciones e información para el tratamiento, detección temprana y educación de enfermedades como el Parkinson y la AMS entre otras.

## Pensamiento filosófico
Usando la Ética como marco filosófico, Warren argumentó que los humanos deberían tener el derecho de elegir cuándo es el momento de morir cuando se enfrentan a una enfermedad terminal incurable. Warren expuso sus argumentos en foros públicos, incluso hablando frente al Senado del Estado de Minnesota y escribiendo artículos para publicaciones como Compassion & Choices y Psychology Today. 
Warren también enseñó filosofía en la Casa Correccional del Condado de Berkshire (MA), The Wilderness Society, Eco-Education, Pheasants Forever, Minnesota Naturalists Association y otras organizaciones. Como parte de su compromiso con la filosofía pública, dictó conferencias a todo tipo de público tanto académico como no especializado, desempeñándose también como consultora de pensamiento crítico en el Science Museum of Minnesota y como facilitadora para Problemas de las Mujeres en el Grupo de Libros de Barnes & Noble.

## Publicaciones
Warren escribió extensamente en los campos del pensamiento crítico, la ética ambiental y el ecofeminismo. Con más de 40 artículos publicados, editado o coeditado cinco antologías, es la autora de Ecofeminist Philosophy: A Western Perspective on What It Is and Why It Matters (2000), traducido al español bajo el título Filosofías Ecofeministas (Editorial Icaria 2003). Es así mismo de su autoría una antología innovadora, An Unconventional History of Western Philosophy: Conversations Between Men and Women Philosophers (Rowman & Littlefield, 2009). En esta antología explora 2600 años de filosofía occidental, yuxtaponiendo los principales escritos de hombres y mujeres filósofos sobre la ética, la metafísica y otros temas. Su trabajo ha sido traducido al español, mandarín, francés, japonés y persa.